# Marc Spautz

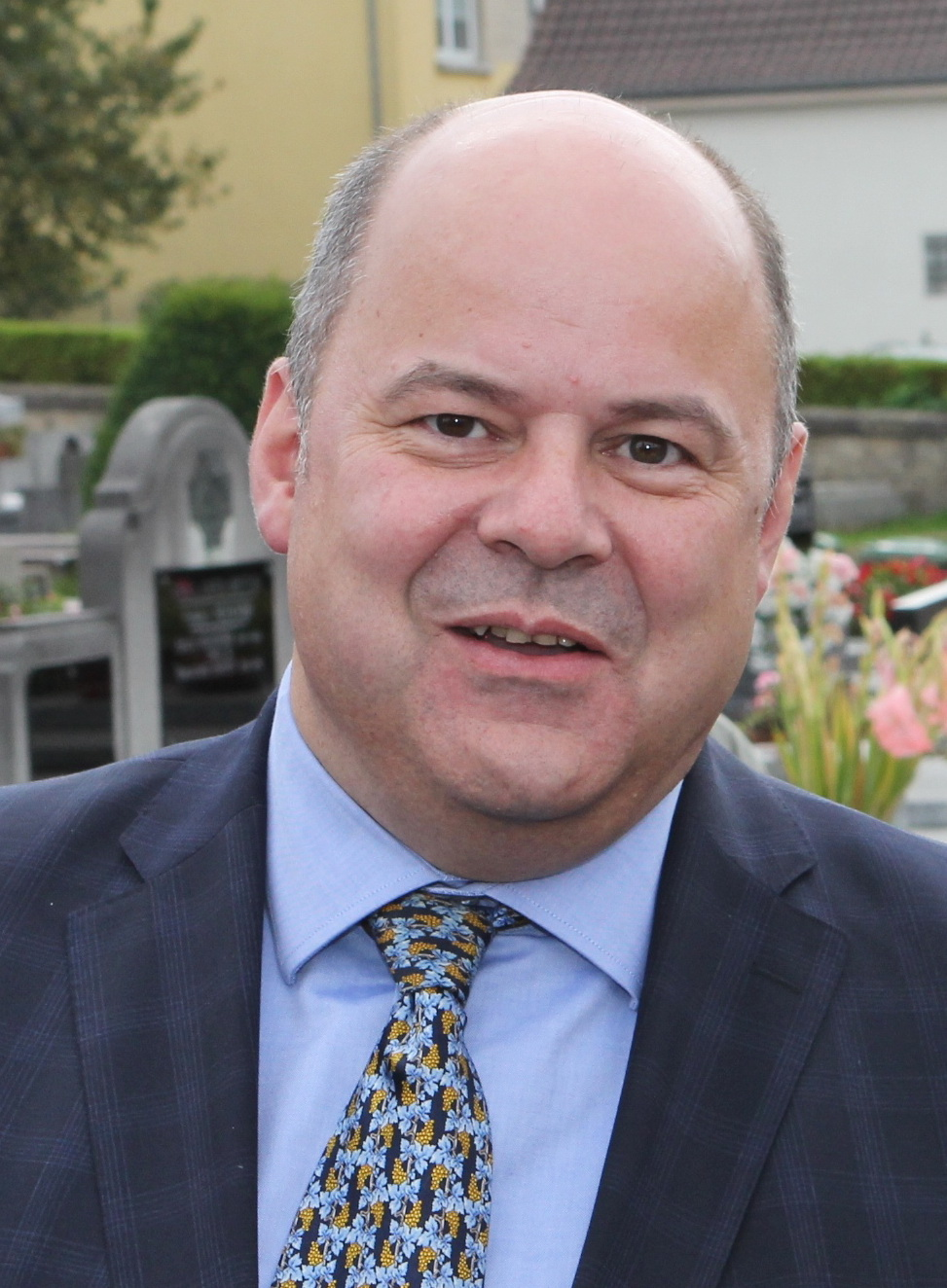
Marc Spautz 2013

Marc Spautz (* 10. April 1963 in Esch an der Alzette, Luxemburg) ist ein luxemburgischer Politiker der Chrëschtlech Sozial Vollekspartei (CSV).

## Leben
Sein Vater ist der luxemburgische Politiker Jean Spautz. Spautz wurde Stadtratsmitglied von Schifflingen. Seit 2004 ist er Abgeordneter in der Chambre des Députés. Vom 30. April bis zum 4. Dezember 2013 war er kurzzeitig Familien- und Kooperationsminister in der Regierung Juncker-Asselborn II. 2014 wurde er als Nachfolger von Michel Wolter zum Parteivorsitzenden der CSV gewählt. Dieses Amt hatte er bis 2019 inne.
Am 8. Februar 2018 sorgte Spautz mit einem umstrittenen, sexistischen und homophoben Vergleich auf dem CSV-Kongress über mögliche, neue Polizeiuniformen in Rosa für scharfe Kritik in den sozialen Medien, der als Verweis auf die Homosexualität des Vizepremiers Etienne Schneider gewertet wurde.